# Titanebo magnificus
Titanebo magnificus là một loài nhện trong họ Philodromidae.
Loài này thuộc chi Titanebo. Titanebo magnificus được Ralph Vary Chamberlin & Wilton Ivie miêu tả năm 1942.